# Peter Duesberg
Peter H. Duesberg (Münster, 2 de dezembro de 1936) é um biólogo molecular alemão-estadunidense. Ele trabalha como professor de biologia molecular e celular na Universidade da Califórnia em Berkeley. Ele é conhecido por suas pesquisas sobre aspectos genéticos do câncer e, mais recentemente, por seu papel central no movimento de negacionismo como defensor da crença de que o HIV é inofensivo e não causa a AIDS. Duesberg recebeu aclamação no início de sua carreira por sua pesquisa sobre oncogenes e câncer. Com Peter K. Vogt, ele relatou em 1970 que um vírus causador de câncer de aves tinha material genético extra em comparação com vírus não causadores de câncer, propondo que este material contribuiu para o câncer. Aos 36 anos de idade, Duesberg recebeu um tenure na Universidade da Califórnia, e aos 49 anos ele foi elegido à Academia Nacional de Ciências dos Estados Unidos. Recebeu um subsídio de "pesquisador excepcional" dos Institutos Nacionais da Saúde (NIH).

## Controvérsia sobre HIV/AIDS
Considerado controverso por seus colegas cientistas, Duesberg começou a ganhar notoriedade pública com um artigo de março de 1987 no Cancer Research intitulado "Retroviruses as carcinogens and pathogens: Expectations and Reality". Neste e em outros escritos, Duesberg propôs sua hipótese de que a AIDS é causada pelo consumo a longo prazo de drogas recreativas ou drogas antirretrovirais e que o HIV é um vírus passageiro inofensivo. Em contraste, o consenso científico é de que a infecção pelo HIV causa a AIDS; as alegações de Duesberg sobre o HIV/AIDS foram abordadas e rejeitadas como erradas pela comunidade científica. Revisões de suas opiniões na Nature e na Science afirmaram que elas eram imprecisas e baseadas na leitura seletiva da literatura específica e que, embora Duesberg tenha direito a uma opinião dissidente, o seu fracasso em analisar as evidências de que o HIV causa AIDS significava que sua opinião não tinha qualquer credibilidade.
Os pontos de vista de Duesberg são citados como as principais influências na política sul-africana de HIV/AIDS sob a administração de Thabo Mbeki, que abraçou o negacionismo da AIDS. Duesberg serviu em um painel consultivo a Mbeki, convocado em 2000. A falha da administração de Mbeki em fornecer drogas antirretrovirais, devido em parte à influência do negacionismo, foi responsável por centenas de milhares de mortes evitáveis por AIDS e infecções pelo HIV na África do Sul. Duesberg contestou essas descobertas em um artigo publicado na revista Medical Hypotheses, mas a editora da revista, a Elsevier, retraiu mais tarde o artigo por ser impreciso e por questões de ética, bem como pela rejeição de Duesberg ao processo de revisão por pares. O incidente levou várias queixas à instituição de Duesberg, a Universidade da Califórnia em Berkeley, que começou uma investigação por má conduta contra Duesberg em 2009. A investigação foi retirada em 2010, depois que funcionários da universidade encontraram "provas insuficientes [...] para apoiar uma recomendação de ação disciplinar."